# Pseudomyrmex antiguanus
Pseudomyrmex antiguanus är en myrart som först beskrevs av Enzmann 1944.  Pseudomyrmex antiguanus ingår i släktet Pseudomyrmex och familjen myror.

## Underarter
Arten delas in i följande underarter:
- P. a. antiguanus
- P. a. brunnipes